# Cal Costa (Vallcebre)
Cal Costa és una masia del municipi de Vallcebre. Està situada en el nucli del poble, prop de l'Església de Santa Maria, a una alçada de 1.132 msnm. Forma part de l'Inventari del Patrimoni Arquitectònic de Catalunya.

## Descripció
Masia de planta baixa i dos pisos amb coberta a dues vessants i el carener perpendicular a la façana de migdia, on es concentren les finestres. Aquestes són de petites dimensions, amb llindes de fusta, igual que les portes. A llevant hi ha un porxo amb teulada a una vessant. Els murs són de maçoneria irregular. Actualment la masia s'ha restaurat i condicionat per tal d'ésser una segona residència.